# 李根生
李根生（1961年9月22日—），安徽石台人，油气钻井与完井工程专家，中国工程院院士，现任中国石油大学（北京）教授。

## 履历[1]
- 1983年，毕业于华东石油学院开发系。
- 1986年，毕业于华东石油学院北京研究生部，获硕士学位。
- 1998年，获石油大学油气井工程博士学位。
- 2015年，当选中国工程院院士。